# مباريات الجوع (رواية)
مباريات الجوع (بالإنجليزية: The Hunger Games)‏؛ هي رواية ديستوبية للكاتبة الأمريكية سوزان كولنز، صدرت في عام 2008. تُسرد أحداث الرواية على لسان بطلتها كاتنيس إيفردين، وهي فتاة في السادسة عشرة من العمر، تعيش في عصر نهاية العالم في المقاطعة الثانية عشرة، في دولة بانيم بأمريكا الشمالية وهي خاضعة لسلطة مركزيّة تسمى الكابيتول، وهي حاضرة مُتقدّمة تقنيًا، استطاعت أن تبسط سيطرتها العسكرية والسياسية على عموم مقاطعات بانيم. أمّا مباريات الجوع فهي مهرجان سنوي، يختار فيه بنظام القرعة فتى وفتاة، تتراوح أعمارهم بين 12-18 سنة، من كل مقاطعة من المقاطعات الاثنتي عشرة المحيطة بالكابيتول، ليتقاتلوا حتى الموت ضمن برنامج واقع تلفزيوني، وهناك فائز واحد فقط، هو من يستطيع البقاء على قيد الحياة.
تلقت الرواية إشادة من أبرز النقاد والمؤلفين. كما أشيد بحبكة الرواية وشخصياتها المُحكمة. اعتمدت كولِنز في كتابة مباريات الجوع على مضامين من الميثولوجيا الإغريقية، المصارعة الرومانية وتلفزيون الواقع. وقد فازت الرواية بالعديد من الجوائز، بما في ذلك وسام قارئ كاليفورنيا للناشئين، ومنحتها أسبوعية بابليشرز ويكلي، جائزة «أفضل كتب العام» لعام 2008.
نُشرت رواية مباريات الجوع أوّل مرة، في 14 سبتمبر 2008، بطبعة فنّية مُجلَّدة عن طريق مؤسسة إستلاستيك، صمم تيم أوبراين غلافها، ثم صدرت بعدها طبعات بأغلفة ورقية، وطبعات أخرى مسموعة وإلكترونية. ولقد قُدّرت مبيعات الطبعة الأولى من الرواية بحوالي مائتي ألف نسخة، وبحلول فبراير من عام 2010، وصلت مبيعات الرواية إلى ثمانمائة ألف نسخة. ومنذ إصدارها، تُرجمت الرواية - ضمن ترجمة الثلاثية - إلى إحدى وخمسين لغة، وبيعت حقوق نشرها في ست وخمسين دولة ومنطقة. والرواية هي الأولى في سلسلة مباريات الجوع، تلتها روايتا ألسنة اللهب (الصادرة في عام 2009)، ثم الطائر المقلد (الصادرة في عام 2010). وفي عام 2012، أخرج غاري روس فيلمًا مقتبسًا من الرواية حمل الاسم نفسه، وشاركت كولِنز بنفسها في كتابته وإنتاجه.

## خلفيَّة
كشفت كولِنز أنها استلهمت فكرة رواية مباريات الجوع، حين كانت تقلّب بين قنوات التلفزيون، حيث شاهدت في إحدى القنوات أشخاصًا يتنافسون ضمن برنامج تلفزيون الواقع، ثم شاهدت في قناة أخرى تغطية لغزو العراق. هذه المشاهد المتتالية بين القناتين، كانت الحجر الأساس في نشوء فكرة الأمة الوحشية لبانيم، حيث تقول: «لقد تعبت (من المشاهد)، وبدأت خطوط القصة تتضح بهذه الطريقة المقلقة للغاية». كما أن أسطورة ثيسيوس في الميثولوجيا الإغريقية، حيث كانت مدينة أثينا، تُجبر على إرسال 14 شابًا وشابة إلى متاهة جزيرة كريت لمواجهة المينوتور، كانت من الأعمدة الرئيسية لبناء شخصية كاتنيس، بصفتها ثيسيوسًا مُستقبليَّة، وتذكر كولِنز: «حتى عندما كنت طفلة غير واعية، كنتُ أشعر بمدى همجيّة هذه العقوبة». كانت كريت تُرسل رسالة واضحة جدًّا: «ثوروا ضدّنا، وسنفعل ما هو أسوأ من قتلكم، سنقتل أطفالكم». كذلك اعتمدت الروائية على المصارعة الرومانية، في تحديد الإطار العام للرواية. فقدان كولِنز لوالدها في حرب فيتنام، وشعورها باليُتم والخسارة، كان له أثره في القصة، وهو ما ظهر في فقدان كاتنيس لوالدها في سن 11 عامًا، خمسة أعوام قبل أن بدء أحداث الرواية.
كانت كولِنز قد ذكرت أن موت الشخصيات الفتية، وغيرها من «المسالك المظلمة» التي مرّت بها القصة، كانت من أصعب الأجزاء التي واجهتها في كتابة الرواية، لكنّها قبلتها في نهاية المطاف، ذلك أنها مقاطع ضرورية للقصة. بينما، كانت الأوقات التي تسترجع فيها كاتنيس أسعد لحظات حياتها في الماضي، من أمتع المقاطع - عند كتابتها - بالنسبة لكولِنز.

## الشخصيات
- كاتنيس إيفردين[ب] هي بطلة الرواية وراوية السلسلة. تبلغ من العمر 16 عامًا - وقت بدء الرواية الأولى - وهي شخصية تتصف بالهدوء والاستقلالية والقوة. لديها شعر أسود طويل، ذات بشرة حنطيّة، وعيون رمادية، وهي سمة مميّزة اكتسبتها لأنها من أهالي منطقة مناجم الفحم في المقاطعة الثانية المعروفة باسم منطقة السيم.[يب][6] سُمّيت باسم كاتنيس[يج] نسبة لنبتة سهم الماء المائية. وهي تعيش مع والدتها وشقيقتها الصغرى بريمروز[يد] الملقبة بـ«بريم».[يه] توفي والدها في انفجار منجم تعدين قبل سنوات، وهي الحادثة التي أثّرت بشدّة على والدتها التي أُصيبت بالاكتئاب الشديد، ممّا أجبر كاتنيس على أن تتولّى بنفسها مهام ربّ الأسرة وتصبح بمثابة الأم الراعية للعائلة، واكتسبت عددًا من المهارات باستمراها بالصيد لتأمين طعام لعائلتها، وهو أمر تعلمته من والدها الذي كان يأخذها معهُ في رحلات الصيد في الغابة. حين اختيرت بريم (بواسطة نظام الحصاد السنوي العشوائي) لتكون مجالدة حتى الموت في دورة مباريات الجوع السنوية الرابعة والسبعين لتحارب مجموعة المجالدين الثلاث والعشرين الآخرين الذين يُختارون سنويًا في مباريات الجوع، تطوّعت كاتنيس لتحل محلها.
- بيتا ميلارك[يو] هو المجالد الذي مثّل المقاطعة الثانية عشرة في الدورة الرابعة والسبعين من مباريات الجوع. هو بنفس عمر كاتنيس، ذو بشرة فاتحة وشعر أشقر وعينين زرقاوين، وهو ما يُميز أهالي مركز المدينة في المقاطعة الثانية عشرة، وهم تجار من الطبقة الوسطى ويتمتّعون برخاء أكثر بقليل من عموم أهالي منطقة السيم. بيتا هو ابن خباز، وتتكوّن عائلته من شقيقين وأب هادئ وأم شديدة الانضباط. وقع بيتا في حب كاتنيس منذ أن رآها أول مرة خلال طفولتهما في المدرسة الابتدائية، وقد أعلن عن حبهِ لها في المقابلة التلفزيونية التعريفية بالمجالدين قبل بدء الدورة الرابعة والسبعين من مباريات الجوع.
- غايل هاوثورن[يز] هو فتى من أهالي منطقة السيم[يب] في المقاطعة الثانية عشرة. هو صديق كاتنيس المُقرّب، وهو أسنُّ منها بعامين. يشاركها مهارة الصيد. وهو ذو شعر أسود وبشرة حنطية وعينين رماديتين، وهي ذات سمات كاتنيس، ما جعله يبدو وكأنه شقيقها أو توأمها. غدا أفضل صديق لكاتنيس بعد أن تعارفا في الغابة أثناء الصيد. وبسبب بنيته العضلية ووسامته، لفت انتباه العديد من فتيات المقاطعة. يعيش غايل مع والدته هازال وثلاثة من إخوته الصغار، وغدا ربًّا لأسرته مثله مثل كاتنيس بعد وفاة والده في حادث التعدين نفسه الذي أدى إلى مقتل والد كاتنيس. ولأنهما من منطقة السيم حيث تتشابه ملامحهما، نُشِرت شائعة بأنهما أبناء عمومة، للتغطية على علاقته بكاتنيس، وكي تبعد أية شكوك حول صدق العلاقة الغرامية التي تجمع كاتنيس مع بيتا. وعلى الرغم من أن الكابيتول أظهرت استحسانها لهذهِ الشائعة، إلا أن الشائعة سبّبت تدهورًا في العلاقة بين غايل وكاتنيس.
- بريمروز ("بريم") إيفردين[يد] هي الأخت الصغرى لكاتنيس. تبلغ من العمر 12 عامًا (وقت الدورة الرابعة والسبعين من مباريات الجوع). في موسم «حصاد» الدورة الرابعة والسبعين من مباريات الجوع، اختيرت - بواسطة القُرعة - لتكون المجالدة التي ستمثل المقاطعة الثانية عشرة، إلا أن كاتنيس تطوّعت لتحل محلها. قبل أن تتوجه كاتنيس إلى الكابيتول، بريم جعلت شقيقتها تعدها أن تحاول جاهدة بالفوز بمباريات وأن تعود سالمة. وكان لهذا الوعد الذي قطعته كاتنيس على نفسها فعل المرشد وسببًا في العديد من تصرفات كاتنيس خلال المباريات.
- هايمتش آبرناثي[يح] هو «رجلٌ بدين في أواسط العمر» مدمنٌ على الكحول، فاز بالدورة الخمسين من مباريات الجوع، وذلك قبل 24 عامًا من بدء أحداث الرواية الأولى.[7] ولأنه المنتصر الوحيد الحي من المقاطعة الثانية عشرة، فقد أُجبِر على إرشاد جميع مجالدي المقاطعة في كل دورة من الدورات الأربعة والعشرين للمباريات اللاحقة لدورته. وهو وإن بدأ - عند توليه أمر إرشادهما في الدورة الرابعة والسبعين من المباريات - بمعاملة بيتا وكاتنيس بازدراء، إلا أنّه مع الوقت أصبح أول الداعمين لهما.
- الرئيس كوريلانوس سنو[يط] هو الغريم الرئيسي المستبد في هذه السلسلة، حيث يحكم الكابيتول وعموم بانيم.[8]

## القصة
تدور أحداث رواية مباريات الجوع، في دولة بانيم، التي أُنشئت على أنقاض ما بقي مما كان يُسمّى أمريكا الشمالية، بعد حدث غير معروف من أحداث نهاية العالم، حيث تشكّلت من ثلاث عشرة مقاطعة، تتوسّطها الكابيتول التي بسطت سيطرتها على جميع المقاطعات، وسخرتها ببشرها ومواردها الطبيعية في خدمة سكان الكابيتول.
تقع المقاطعة الثانية عشرة، في منطقة أبالاشيا، وتُعرف باسم السيم، في منطقة غنيَّة بالفحم الحجري، كانت تُشكّل في الماضي، العاصمة الثقافية لمنطقة آبالاشيا، بينما تقع الكابيتول في جبال روكي. بعد عدد من الكوارث، فترات الجفاف، العواصف، الحرائق وفيضانات بحرية ابتلعت مساحات واسعة من الأراضي الأمريكية، وحروب أهلية شرسة أتت على استقرار واقتصاد البلاد، ظهرت الكابيتول، تلك الحاضرة الموصوفة بالرائعة، جالبة الأمن والسلام والرخاء لمواطنيها، على حساب أهالي المقاطعات المستعبدين منها، وهو ما قاد إلى تمرّد المقاطعات ضد الكابيتول، انتهى بهزيمة المتمردين، إثر ذلك أُزيلت المقاطعة الثالثة عشرة من الوجود. وقد فرضت الكابيتول بعدها قانونًا جزائيًا، عقابًا منها للمقاطعات المتبقية، سمتها باسم معاهدة الخيانة لضمان السلام، تنص على أن تقدّم كل مقاطعة من المقاطعات الاثنتي عشرة، في كل عام، في موسم أصبح يُسمى موسم الحصاد، فتى وفتاة تتراوح أعمارهم ما بين 12-18 عامًا، يكونون بمثابة قربان أو جزية وعُرفوا لاحقًا باسم المجالدين، يتم اختيارهم عبر نظام القرعة للمشاركة في مباريات تُسمى مباريات الجوع، حيث تعمد سلطات الكابيتول على حبس المجالدين الأربعة والعشرين في ميدان واسع أشبه بالمحمية، يمكن أن يشمل صحراء حارقة وحتى أراض برية متجمدّة، يتقاتلون فيه حتى الموت، ويكون الفائز منهم، آخر مُجالد يبقى على قيد الحياة.
تروي القصة، المُجالدة كاتنيس إيفردين، الفتاة البالغة من العمر ستة عشر عامًا، من أهالي المقاطعة الثانية عشرة، والتي تطوّعت للمشاركة في الدورة الرابعة والسبعين من مباريات الجوع، بدلًا عن شقيقتها بريمروز، البالغة من العمر 12 عامًا، بينما وقع الاختيار على بيتا ميلارك مُجالدًا، وهو أحد زملاء كاتنيس الدراسيين في الطفولة، تطلق عليه كاتنيس اسم فتى الخبز، نسبة لمخبز عائلته، وسبق له منذ سنوات، بعد وفاة والدها، أن أعطاها ذات يوم قطعتي خبز، عندما كانت عائلتها تتضوّر من الجوع.
مباشرة بعد أن انتهت القرعة، وبعد أن قام كل من كاتنيس وبيتا بتوديع عائلتيهما، رُحِّلا على متن قطار سريع باتجاه الكابيتول، وبرفقتهما هايمتش آبرناثي، بصفته عرّابًا لهما، وهو رجلٌ مخمور، الوحيد الباقي على قيد الحياة من المُجالدين الاثنين الذين فازا خلال السنوات الأربعة والسبعين الماضية عن المقاطعة الثانية عشرة، بالإضافة إلى إيفي ترنكيت، المُرشدة المنتدبة من الكابيتول إلى منطقة السيم. كان فريقهما الفني، يتكوّن أيضًا من مصمّم للأزياء وعدد من خبراء التجميل، برئاسة المصمّم سينا، وكانت مهمة هؤلاء أن يعملوا على تعزيز صورة كاتنيس وبيتا، أمام الرأي العام، ليُمهدوا لكل واحد منهما الحصول على رعاة مُحتملين يدعموهما أثناء مباريات الجوع، ذلك أن الرعاة باستطاعتهم أن يرسلوا هدايا إلى المجالدين، يُمكن لها أن تُنقذ حياة المُجالد وتغيّر موازين القوى خلال المباراة.
قام سينا، بتصميم أزياء خاصة لكاتنيس وبيتا، تميزهما عن بقية المُجالدين، ليلبساها في الحفل التمهيدي الذي يشهرهما لجمهور الكابيتول، حاول من خلالها أن يعزّز صورتهما لدى الجماهير، وهو ما حدث بالفعل، حيث أحبت الناس كاتنيس بسبب زيها الاستثنائي، والتي أصبحت تشتهر بينهم، باسم فتاة النار أو الفتاة المشتعلة.
وفي الكابيتول، كان على جميع المجالدين التدرّب في قاعة رياضية ضخمة مليئة بالأسلحة، مقسّمة إلى محطات، تُعلم بعضها مهارات البقاء على قيد الحياة، وأخرى للتخفّي، بينما تعلّم الأخرى أساليب قتالية، وقد مُنِع المُجالدون من أن يتدربوا برفقة بعضهم البعض. وكان ذلك بمثابة تحضيرات بدينة وعلمية قبل بدء المباريات. وأثناء تقييمها من قبل الرعاة واللجنة المُشرفة على المباريات، وعلى غير المتوقّع، حصلت كاتنيس على أعلى الدرجات من بين جميع المُجالدين.
لاحظت كاتنيس خلال التدريبات، أن فتاة صغيرة تبلغ من العمر 12 عامًا، تدعى رو، من المقاطعة الحادية عشرة، تقوم بمراقبتها هي وبيتا، وقد ذكّرتها بشقيقتها بريمروز. وبنصحية من هايمتش، حاولا كاتنيس وبيتا، ألا يُظهرا للمُجالدين أثناء التدريب، ما يمتلكان من مواهب قتالية.
وقبل يوم واحد من بدء مباريات الجوع، جرت العادة على أن يُقدّم المجالدون، بدءًا من المقاطعة الأولى حتى المقاطعة الثانية عشرة على الترتيب، مجالدة تلو مجالد، في مقابلة تلفزيونية، يحاول واحدهم فيها كسب الرعاة إلى جانبه، وقد حاورهم في اللقاء، سيزار فليكرمان، الإعلامي الذي استضاف المقابلات طيلة السنوات الأربعين الماضية، حيث كشف بيتا أثناء لقاءه بسيزار - وقد كان آخر المجالدين الذين يظهرون على الهواء مباشرة - عن حبّه لكاتنيس، وهو ما أشعل الجمهور، ذلك أن كاتنيس وبيتا إن بقيا لوحدهما على قيد الحياة في المباراة، فيجب على أحدهما أن يقتل الآخر لتنتهي المباراة، ولقد صُدمت كاتنيس في البداية من هذا الاعتراف، وظنته خدعة يريد بيتا من خلالها كسب الرعاة ليدعموه في المباراة، لكنها في وقت لاحق، تقبّلته على أنّه اعتراف صادق من بيتا. إثر ذلك بدأ عرابهما هايمتش، بترويجهما بصفتهما حبيبَين يربطهما حُبّ مستحيل محكوم بالفشل.
ما أن أُعلِن عن انطلاق مباريات الجوع، حتى جرت معارك دمويّة، قُتل فيها ما يُقارب من نصف المجالدين، وكادت كاتنيس أن تفقد حياتها هي الأخرى، مع أن هايمتش كان قد نصحها أن تبدأ الفرار بمجرّد ما أن يضرب جرس الانطلاق، وقد سُفكت تلك الدماء، بما يشبه حمام من الدم، في محيط الكورنوكوبيا، وهو مُجّسم عظيم يتوسط الميدان ومُجهّز بالعديد من الأشياء واللوازم التي تكفل للمجالدين البقاء على قيد الحياة خلال المباريات، ويكون دائمًا ساحة قتال بينهم.
وبعد أن لاذت كاتنيس بالفرار، حيث فشلت في الحصول على أي شيء مفيد يساعدها على البقاء حية، جيّرت مهاراتها في البقاء على قيد الحياة، للاختباء في الغابة، حيث بدأت باستخدام براعتها في الصيد لتعزيز وجودها هناك. وكالعادة، حين يقوم أحد المجالدين بتأمين نفسه بالابتعاد عن دائرة القتال والخطر والموت، يشعر جمهور الكابيتول الذي يشاهد المباريات بالسأم والضجر من انخفاض نسق المعارك، فيطالب بالحصول على بعض التسلية الحقيقية، لذلك تقوم الهيئة المُشرفة على المباريات بجرّ المجالدين المختبئين باتجاه أقرانهم الآخرين، باستخدام تقنيات يوفّرها ميدان المعركة، وهو ما حدث مع كاتنيس، التي لم يمر على تستّرها سوى أيام معدودات فوق إحدى الأشجار، حتى دُفِعت - إثر حريق اصطناعي في الغابة - باتجاه منطقة قريبة من الآخرين، حيث رُصِدت من قبل المُحترفين، الذين كانوا يبحثون عنها برفقة بيتا الذي ظهر أنّه قد تحالف معهم. ما إن تراهم كاتنيس، حتى تهرب منهم بتسلّق إحدى الأشجار، إلا أنهم يبيتون تحتها، بانتظار أن يأخذ الجهد والعطش مأخذه من كاتنيس، فتنزل منها، ليقوموا بقتلها. إذّاك، تقوم رو، المتوارية في شجرة مجاورة، بتنبيه كاتنيس بصمت، إلى عش الزنابير المُطاردة، فتقوم كاتنيس بدورها بنشر الجذع الذي يحمل العش، فيأخذ طريقه نحو الأرض، حيث كان المحترفون يفترشونها نائمين، ويرتطم هناك منتشرًا، فيؤدي إلى مقتل مجالدتين، بينما يجبر البقية على الهرب بعيدًا. كاتنيس هي الأخرى أُصيبت بعدد من اللسعات، التي دوّختها وأدّت بها إلى الهلوسة، إلا أنّها اتجهت باتجاه إحدى المجالتين، لتأخذ منها القوس والأسهم، التي فشلت سابقًا بالحصول عليها من الكورنوكوبيا. في لحظة تواجدها من المنطقة، تشتد حالتها سوءًا بسبب اللسعات، فيصادفها بيتا هناك، لكنه بدلًا من قتلها، طلب منها الفرار. بعد فرارها بمدة، تعقد كاتنيس حلفًا مع رو، وتتفقان على تدمير مؤن الكورنوكوبيا التي يسيطر عليها المحترفون، وخلال عملية تدمير المؤن من قبل كاتنيس، تُصاب رو بجروح قاتلة إثر طعنة من أحد المجالدين، إلا أن كاتنيس توجّه إليه سهمًا فتقتله في الحال، لتعود وتحتضن رو، التي تُسلّم الروح بين يديها. وفي إشارة رمزية تعبّر عن رفض كاتنيس لموت رو وهذه المباريات التي تديرها الكاتبيتول، تقوم كاتنيس بإحاطة جسد رو بالزهور، وقد قابلها أهالي المقاطعة الحادية عشرة، بإرسال هدية لها، عبارة عن رغيف من الخبز، امتنانًا منهم لها، وهي سابقة لم تحدث من قبل، أن تُرسل مقاطعة من المقاطعات، هدية إلى مجالد لا ينتمي إليها. ومثل هذه الهدايا، قنينة ماء أو رغيف من الخبز أو ما شابه، في الأشواط الأخيرة للمباريات تكون باهظة الثمن، ذلك أنها طوق نجاة بالنسبة للمجالدين المتبقين المعدودين على أصابع اليد الواحدة، لهذا يحتاج المجالدون إلى رعاة أغنياء من الكابيتول لكي يتكفّلوا بتكاليف الهدايا، وما صنعته المقاطعة الحادية عشرة، كان سابقة، حيث اضطروا إلى أن يجمعوا مبالغ طائلة ليُسدّدوا تكاليف إرسال رغيف إلى كاتنيس، بينما هم يتضورون من الجوع.

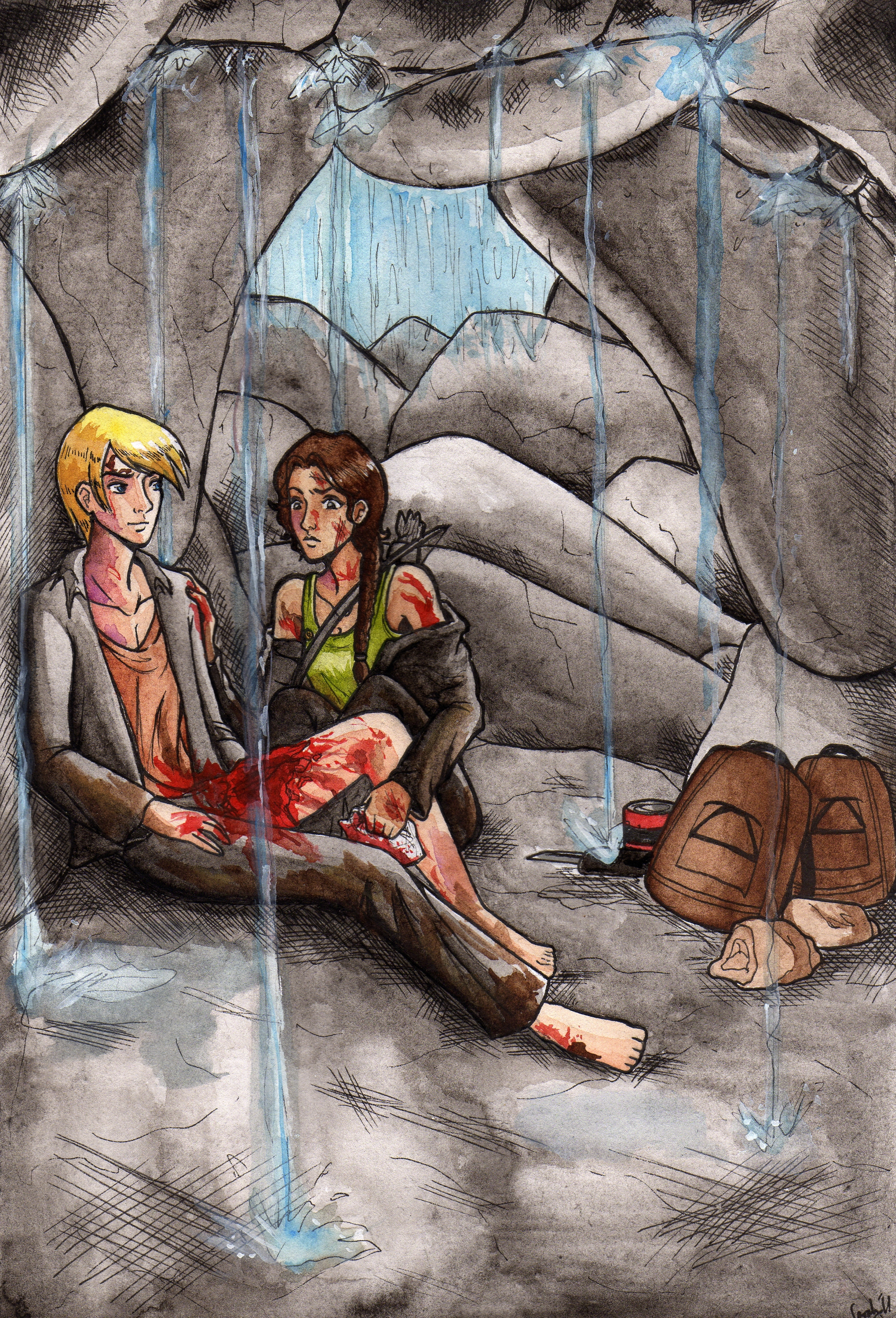
رسم تخيّلي لكاتنيس بمعيَّة بيتا أثناء اختباءهما في الكهف حيث كانت تعتني بهِ.

تقوم اللجنة المُشرفة على المباريات بالإعلان عن تغيير قاعدة المباريات، حيث تسمح لأوّل مرة في تاريخ المباريات، لأي مجالد ومجالدة، بالفوز معًا كفريق واحد إن بقيا على قيد الحياة لوحدهما دون الآخرين، شرط أن يكونا من مقاطعة واحدة، وهو التغيير الذي يدفع بكاتنيس بالبحث عن بيتا، حيث تجده جريحًا، فتقوم بتمريضه (وتكتشف أنّه عقد تحالفًا مع المحترفين، لكي يحميها منهم)؛ ثم تبدأ بلعب دور حبيبته في محاولة منها لكسب بعض الهدايا، بعد أن تدرك أن هذه الوسيلة هي الوحيدة لكي تمكّن هايمتش من جلب مزيد من الرعاة لدعمها. خلال هذه المدة، تقوم اللجنة المشرفة على المباريات، بإرسال طرود إلى محيط الكورنوكوبيا، كل طرد يختص بإحدى المقاطعات ويحمل رقمها، وفيها هدايا يحتاجها كل مجالد ويمكن لها أن تُغيّر من مسار المباريات، وعلى المجالدين الذين يريدون الحصول عليها، التواجد في ساعة مُحدّدة في تلك المنطقة، وهو الأمر الذي يدفع بكاتنيس أن تخاطر بحياتها، بعد أن تتنبأ أن الطرد الثاني عشر سوف يحمل علاجًا لبيتا. بينما كانت تأخذ الطرد، تعترضها المجالدة كلوف، وتتمكّن منها، وتتحضّر لقتلها، حيث تبدأ بالتشمّت برو، وتهدّدها بميتة أسوأ من ميتة «صديقتها» رو، وقبل أن تبدأ بمحاولة قتل كاتنيس، يتلقفها ثريش (المجالد القادم من المقاطعة الحادية عشرة)، فيقتلها، ويعفو عن كاتنيس كرامة لرو، متوعدًا إياها بأنه سوف يقتلها في المرات القادمة إذا ما صادفها لاحقًا. وقد سمح لها ذلك بأن تعود بالطرد، حيث كان يحتوي على العلاج الذي أنقذ حياة بيتا، الذي يستعيد طاقته ويقضيان معًا فترة، يبدأن فيها رحلات صيد وتأمين للطعام.
في نهاية المطاف، يُقتل جميع المجالدين عدا كاتنيس وبيتا، وبينما كانا ينتظران أن يُعْلَن عن فوزهما معًا بالدورة الرابعة والسبعين من مباريات الجوع، يُعْلِن صُنّاع المباريات، إلغاء تغيير قاعدة المباريات ليدفعوا باتجاه خاتمة درامية، حيث سيجبرون كاتنيس وبيتا على أن يقتل واحدهما الآخر، إلا أن كاتنيس في تحدّ للكابيتول، تقنع بيتا أن يقوما بالانتحار معًا، بتناول ما لديهما من توت سام يُسمّى مصيدة الليل، وهو الأمر الذي سوف يؤدي إلى أن تنتهي المباريات دون أي منتصر، وما أن يضعا ذلك التوت في فمهما، حتى يتراجع صناع المباريات عن قرار الإلغاء، معلنين عن فوز كاتنيس وبيتا بالمباريات.
مع أنهما استقبلا بصفتهما حبيبين استقبال الأبطال بعد انتهاء المباراة، إلا أن هايمتش نبّه كاتنيس أن الكابيتول غير راضية عن هذه النهاية، وأنهم قد يكونون بصدّد اتخاذ إجراء عقابي ضدها، لذلك عليها أن تقنعهم بأنها اتخذت قرار الانتحار حبًا ببيتا، ودون قصد أو تحد مسبق للكابيتول. وبينما هما في قطار العودة إلى المقاطعة الثانية عشرة، يدرك بيتا أن تصرفات كاتنيس أثناء المباريات، وتودّدها له، وإظهارها حبّه أمام المشاهدين، كان جزءًا من خطة مدروسة ابتغت بها اكتساب تعاطف الجماهير والرعاة، وهو الأمر الذي يغضبه منها، في حين أن كاتنيس، تصل إلى المقاطعة وهي لا تدرك ماهية مشاعرها تجاهه، ودون أن تقطع بمستقبل علاقتهما معًا.

## المواضيع

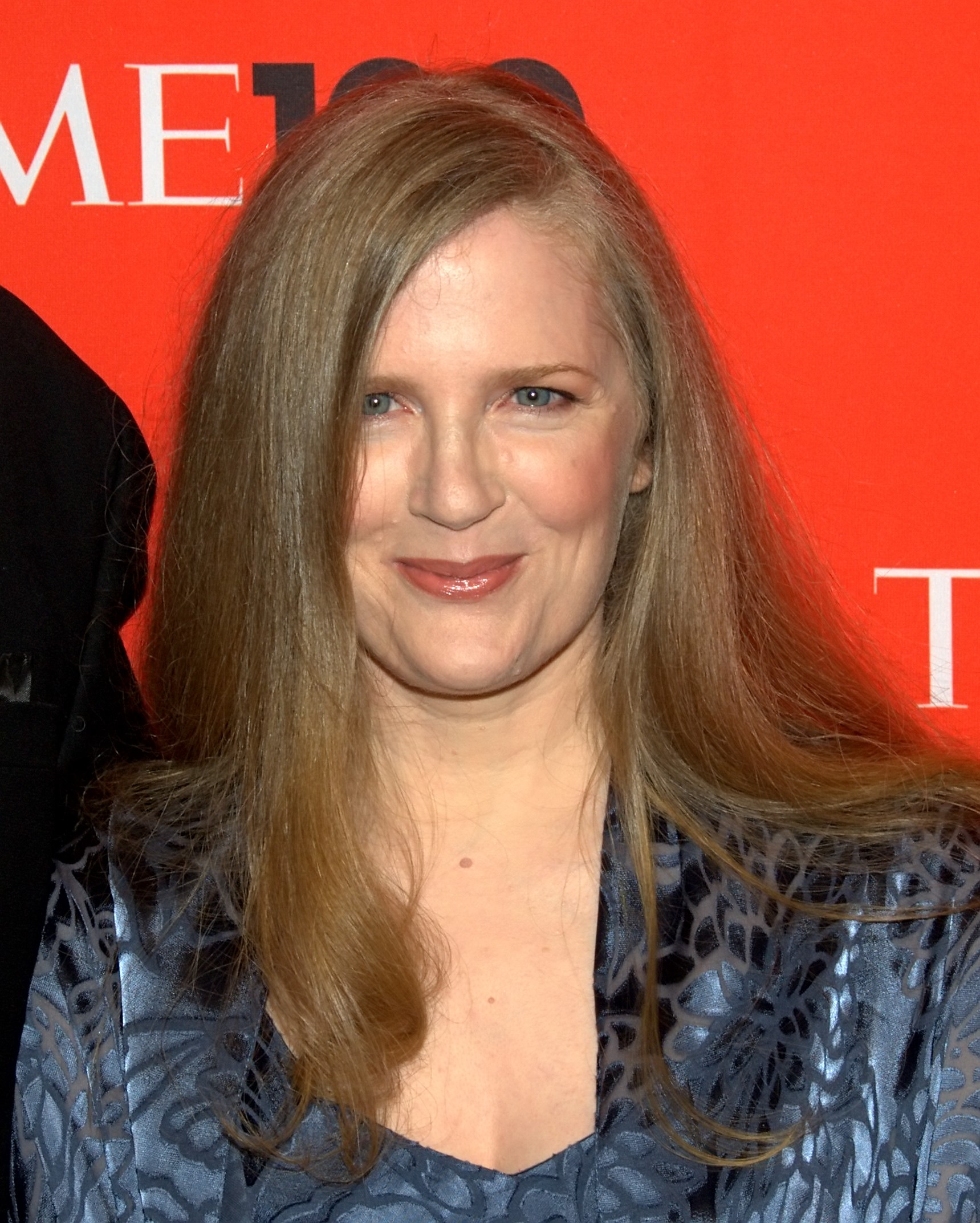
سوزان كولِنز، مؤلفة مباريات الجوع، في العام 2010

في مقابلة لها، أشارت كولِنز أن الرواية: «تتناول قضايا، من جملتها الفقر المدقع، الجوع، الاضطهاد، آثار الحرب.» وتسرد الرواية نضال شعب بانيم، وكفاحهم من أجل أن يحفاظوا على حياتهم في ظل ظروف معيشتهم القاسية في المقاطعات، وكذلك ضمن مباريات الجوع الموسمية التي يجب أن يشاركوا فيها. إن سياسة التجويع التي تُفرض على مواطني بانيم، وعوزهم المستمر إلى الموارد، إن كان داخل أو خارج ساحات المباريات على حدِّ السواء، تخلق جوًا من العجز لدى الشخصيات الرئيسية، التي تحاول في معركتها من أجل البقاء، أن تتغلّب عليه.
حاجة عائلة كاتنيس إلى الطعام، تجعل الأخيرة تبحث عنه في الغابات المُحيطة بالمقاطعة الثانية عشرة - رغم وجود قانون يحظر الدخول إلى هناك أو الصيد فيها - وبمرور الوقت، هذا الكسر الدائم لقوانين الكابيتول، وصيدها المستمر، يؤدي إلى أن تتطوّر لديها مهارات (مثل: استخدام القوس والأسهم) غدت مفيدة لها في مباريات الجوع، ويبث فيها روح التمرّد على قوانين الكابيتول في مواجهة الأحداث التي تهدّد حياتها. وحول موضوع التشابه ما بين المباريات مع الثقافة العامة (في القرن الحادي والعشرين)، كتب دارين فرانيش في مجلة إنترتينمنت ويكلي قائلًا، أن الكتاب: «عبارة عن هجاء مؤثر لبرامج تلفزيون الواقع»، وأن شخصية سينا «يبدو وكأنه متسابق ضمن نسخة فاشية من برنامج بروجيكت رانواي، يقوم باستخدام ملابس كاتنيس كوسيلة للتعبير عن أفكار من المحتمل أن تكون خَطِرة».

أحداث الرواية تظهر أن الخيارات التي تتخذها الشخصيات والإستراتيجيات التي يستخدمونها، غالبًا ما تكون مُعقّدة أخلاقيًا. وبدا أن المجالد يقوم بتشكيل شخصيته وفقًا لمتطلبات الجماهير الذين يتابعونه خلال المباريات. وفي المراجعة التي قدمتها مجلة أنصار صوت الشباب للرواية، فقد حدَّدت المضامين الرئيسية لرواية مباريات الجوع بثلاثة عناوين هي: «طغيان الحكومة، الأخ الأكبر والاستقلال الشخصي.» بدورها، دار مؤسسة إستلاستيك التي نشرت الرواية، فقد ربطت بين ثلاثية مباريات الجوع وعدد من مضامين مسرحيات شكسبير، وعلى رأسها قصة يوليوس قيصر، وأشارت إلى فكرة صعود وسقوط القوى. من جانبها رأت لورا ميلر من مجلة النيويوركر، أن المُقدّمة البنيوية التي عرضتها المؤلفة - مسابقة رياضية ضمن بروباغندا، تشمل عمليات «عقابية مُذلّة ومعذّبة» بسبب تمرّد فاشل قام به سكان المقاطعات ضد الكابيتول قبل عقود عديدة - هي فرضية غير مُقنعة. «لا يمكنك أن تُفسد أخلاق أي إنسان وتجرّده من مشاعره الإنسانية، بمجرد أن تحوّله من إنسان عادي بسيط إلى شخصية شهيرة، وتعليمه كيف يمكن له أن يتشكّل ليصبح شخصية تجذب جماهيرًا غفيرة.» وكانت القصة ستكون أكثر إقناعًا، لو أنّها كانت تناقش مواضيع من قبيل التقلبات في المدرسة الثانوية، «التجربة الاجتماعية للمراهقين»، على حدِّ قول ميلر، التي كتبت:
| مباريات الجوع (رواية) | القوانين تعسفية وغير مفهومة، وهي عرضة لأن تغيّر فجأة. ويسود تسلسل هرمي اجتماعي وحشي، حيث ينال الأثرياء، حسنو المظهر، والرياضيون مزايا على الآخرين. ولكي تحافظ على بقاءك على قيد الحياة، يجب أن تكون وهميًا. على ما يبدو، لا يدرك البالغون مدى خطورة هذا النظام (الذي يحكم الحياة)؛ الذي قد يقضي على حياتهم بالكامل، بينما يتصرّفون بشكل وكأنه مجرد "مرحلة" عابرة من العمر! كل من يلاقيك، يبدأ بتفحّص زيّك أو رفاقك، ويكون مهوسًا لمعرفة إذا ما كان لديك علاقة جنسية أو تتعاطى المخدرات أو تنال علاوات جيّدة بما فيه الكفاية، بينما لا أحد منهم يهتم ليعرف من تكون حقًا وما هي مشاعرك تجاه مختلف الأشياء. | مباريات الجوع (رواية) |

وفي قراءة أخرى، رأى دونالد براك من صحيفة واشنطن تايمز، والقس آندي لانجفورد، بأن جذور القصة تتفرّع من مضامين مسيحية، مثل الإيثار بالنفس، الذي تمثّل في حادثة تطوّع كاتنيس بدلًا عن أختها الصغرى بريم، وهي الفكرة المستوحاة من عقيدة الخلاص، التي تنص على أن يسوع قدّم نفسه بصفته كفارة بديلة، للتكفير عن ذنوب الآخرين. وجد كل من براك، بالإضافة إلى ناقد آخر، يُدعى آمي سيمبسون، أن القصة تدور حول موضوع الأمل، والذي يتجلى في: «صلاح بريمروز - شقيقة كاتنيس - غير القابل للفساد.» كما يشير سيمبسون إلى أحداث مشابهة لآلام المسيح في المباريات، و «تصوير المسيح» في شكل بيتا ميلارك، خاصة حين قام بتحذير كاتنيس وحثّها على الفرار لكي تحافظ على حياتها بينما يتلقّى هو طعنة مميتة بدلًا عنها، فيظل مدفونًا في الأرض ولاحقًا مختبئًا في كهف طيلة ثلاثة أيام، قبل أن يعود للتشافي ويبعث إلى الحياة من جديد. علاوة على ذلك، يشير سيمبسون إلى أن عقيدة خبز الحياة كذلك استُخدِمت في رواية مباريات الجوع؛ وظهر ذلك حين أعطى بيتا رغيف خبز لكاتنيس، به أنقذ الفتاة وعائلتها من الجوع.

## تاريخ النشر
بعد انتهاءها من كتابة الرواية، وقعت كولِنز عقدًا مليونيًا مع مؤسسة إستلاستيك للنشر، بمقتضاه تقوم بكتابة سلسلة من ثلاثة أجزاء للرواية. وقد نُشِرت رواية مباريات الجوع لأول مرة، بطبعة مُجلّدة بغلاف فنّي، في الولايات المتحدة بتاريخ 14 سبتمبر 2008، وكانت الطبعة الأولى من خمسين ألف نسخة، وتم رفعُها مرتين حتى وصلت إلى مائتي ألف نسخة. بحلول فبراير 2010، كان قد بيع من الرواية، ثمانمائة ألف نسخة، وتُرجمت الرواية - ضمن ترجمة الثلاثية - إلى إحدى وخمسين لغة، وبيعت حقوقها في ست وخمسين منطقة في جميع أنحاء العالم. بعد بضعة أشهر، تحديدًا في يوليو من العام نفسه، صدرت الرواية بطبعة عادية، ذات غلاف ورقي. بعد شهرين من صدورها، تحديدًا في نوفمبر 2008، دخلت الرواية، قائمة نيويورك تايمز لأكثر الكتب مبيعا، وقد ظلّت في تلك القائمة لأكثر من مائة أسبوع على التوالي. وفي مارس 2012، حين صدر فيلم مقتبس عن الرواية، حمل الاسم نفسه، كان الكتاب قد حافظ على بقاءه ضمن قائمة مجلة يو إس إيه توداي لأكثر الكتب مبيعًا، وذلك منذ 135 أسبوعًا على التوالي، بينما وصلت مبيعاته إلى أكثر من 17,5 مليون نسخة.
كانت هذه الرواية، هي الأولى في سلسلة مباريات الجوع. تلاها بعام، صدور رواية ألسنة اللهب، وخُتِمت بالطائر المقلد، في العام 2010. في مارس 2012، أثناء صدور فيلم مباريات الجوع، أبلغت إستلاستيك، أنّها قد باعت أكثر من 26 مليون نسخة من ثلاثة مباريات الجوع، وتتضمن تلك الأرقام، الطبعات الخاصة التي ضمّنت مع نسخة الفيلم. خلال ذلك، كانت النسخة الإلكترونية لرواية مباريات الجوع (وتوابعها)، تُباع على نحو ممتاز. حتى أصبحت سوزان كولِنز، أول مؤلفة كتب للأطفال والشباب، تبيع أكثر من مليون كتاب بنسخة كيندل، مما جعلها تصبح سادس عضو ينضم إلى قائمة نادي كيندل الميلوني.
 حتى أعلنت شركة أمازون في مارس 2012، أن كولِنز قد أصبحت المؤلفة الأكثر مبيعًا لنسخ كيندل في كل العصور.
من جانب آخر، في ديسمبر 2008، أُصدِرت نسخة مسموعة من رواية مباريات الجوع، بصوت الممثلة كارولين ماكورميك، بإجمالي وقت امتدّ إلى 11 ساعة وأربعة عشر دقيقة. وقد وصفت مجلة أوديوفايل الكتاب الصوتي:" «كارولين ماكورميك قدّمت سردًا مفصلاً وأمينًا للقصة. غير أنها، ارتكزت على تقديم محتوي نثري على خلاف ذلك الدرامي الذي كان المستمعون الشباب والبالغين سيتمتعون به أكثر»، من جهتها، كتبت مجلة سكول لايبريري تصف فيه الكتاب المسموع، قائلة أن: «ماكورميك عبّرت باقتدار وإثارة، عن كل الحوادث الممتالية التي مرّت بها القصة، وأظهرت بتألق كل مخاوف وقوة كاتنيس، إضافة إلى أنّها صوّرت مع مرور الوقت، ميلها الذي غدا يتزايد نحو أحد المجالدين».
أمّا غلاف الرواية المُصمَّم من قبل تيم أوبراين، فيتميّز بصورة طائر مُقلّد ذهبي، وهو طائر خيالي ورد ذكره في الرواية، وحسبما تفيد الرواية، فقد نتج عن تزواج بين أنثى طيور محاك وذكر طيور معدّلة وراثيًا. والدبّوس الذهبي الذي يحتضن الطائر المُقلِّد بدا حسب وصف كاتنيس: «وكأن شخصًا ما قد صنع طائرًا ذهبيًا صغيرًا ثم ألصق به خاتمًا. يتصل الطائرُ بالخاتم من خلال طرف جناحه فقط.» والدبّوس مُهدى إلى كاتنيس من قبل مادج ابنة عمدة المقاطعة الثانية عشرة. تتطابق صورة التصميم على الغلاف، مع وصف الدبوس الوارد في الرواية، باستثناء السهم: «يبدو كما لو أن شخصًا ما صمّم طائرًا ذهبيًا صغيرًا ثم ربط حلقة حوله. الطائر مرتبط بالحلقة فقط بنصائح الجناح»."

### الفيلم المقتبس

غلاف فيلم الجزء الأول من مباريات الجوع من بطولة جينيفر لورنس.